# Corrupção na Guiné Equatorial
A corrupção política na Guiné Equatorial é elevada em comparação com os padrões mundiais e considerada uma das piores do planeta. Já foi descrita como "uma quase perfeita cleptocracia", na qual a escala da corrupção sistêmica e a indiferença dos governantes pelo bem-estar da população colocam o país no último lugar de todos os principais indicadores e rankings de governança, abaixo de nações com PIB per capita semelhante.
"Poucos países simbolizam melhor a corrupção e o nepotismo impulsionados pelo petróleo do que a Guiné Equatorial", escreveu Jan Mouawad no The New York Times em julho de 2009. Segundo a Open Society Foundations (OSF), o sistema de corrupção do país é "sem precedentes em sua audácia". O governo é controlado por um grupo restrito de indivíduos poderosos, que desviam a maior parte das receitas nacionais para contas bancárias clandestinas em outros países. A corrupção na Guiné Equatorial é tão profunda que, segundo o acadêmico Geoffrey Wood, o país pode ser classificado como um Estado criminoso.
Essa situação é especialmente dramática devido à enorme escala das receitas do país provenientes do petróleo e outros recursos naturais. O The Guardian observou que a Guiné Equatorial é imensamente rica por conta de suas vastas reservas de petróleo, mas essa riqueza está concentrada nas mãos de uma minoria elitista. Apesar de ter um PIB per capita de US$ 18.236 – superior ao da maioria dos países africanos e inferior ao da China –, a Guiné Equatorial ocupa a 145ª posição entre 189 países no Índice de Desenvolvimento Humano (IDH). Embora o PIB per capita do país seja comparável ao da China, a maioria da população vive em condições de pobreza piores que as do Afeganistão ou do Chade, segundo Arvind Ganesan, da Human Rights Watch, em 2009, que atribui essa disparidade à corrupção, incompetência e negligência do governo em relação ao bem-estar de sua população. A maior parte dos habitantes vive na miséria, sem acesso a saúde ou educação. Enquanto isso, qualquer crítica à classe dominante é inexistente, pois o governo usa força e intimidação para silenciar a oposição.
Sasha Lezhnev, da Global Witness, destacou em 2008 que, embora o governo arrecade bilhões de dólares anualmente com o petróleo, a população sobrevive com menos de um dólar por dia. O presidente Teodoro Obiang tem controle absoluto sobre as reservas de petróleo e o governo, afirmou Ganesan, e, consequentemente, a imensa riqueza do país é tratada como um "caixa eletrônico particular para poucos", sem beneficiar a população. Segundo o Financial Times, diplomatas estrangeiros costumam brincar que a Guiné Equatorial é um negócio familiar que ocupa uma cadeira na ONU. O país é conhecido por ser um ambiente hostil para negócios e investimentos. O indivíduo mais associado à corrupção da elite da Guiné Equatorial na mídia internacional é Teodorin Obiang, filho do presidente, cuja vida luxuosa no sul da Califórnia, em Paris e em outras cidades tem sido alvo de investigações por autoridades americanas e francesas.
Devido aos altos níveis de corrupção, o país ocupa regularmente as últimas posições no Índice de Percepção da Corrupção da Transparency International (TI). Em 2024, apenas quatro países tiveram pontuação inferior entre os 180 avaliados no índice mundial, no qual a nação com a pontuação mais alta é percebida como tendo o setor público mais íntegro. Apenas dois países tiveram pontuação menor na África Subsaariana. Desde 2008, é a única nação do mundo a receber pontuação "zero" em transparência orçamentária. Em 2008, um relatório do Departamento de Estado dos Estados Unidos apontou que funcionários do governo da Guiné Equatorial frequentemente praticam corrupção e atividades ilegais com impunidade.

## Sistema de corrupção

### Nepotismo
Este sistema de corrupção existe, mais ou menos na sua forma atual, desde o início da década de 1980, quando o governo confiscou terras agrícolas na Ilha de Bioko, pertencentes principalmente a proprietários espanhóis e portugueses, e as redistribuiu para membros do grupo Nguema/Mongomo.

#### O grupo Nguema/Esangui

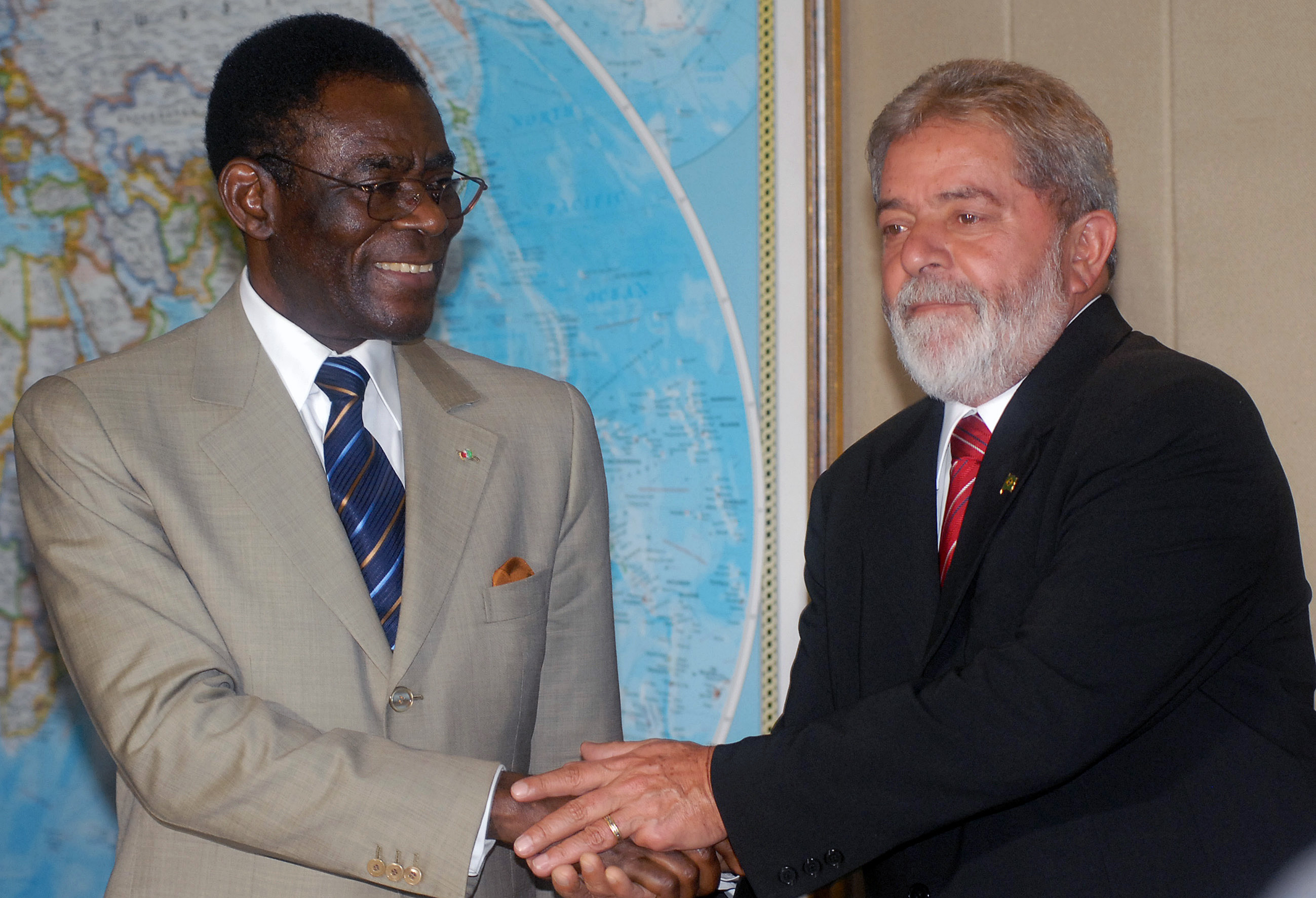
Teodoro Obiang Nguema Mbasogo com o então presidente do Brasil, Luiz Inácio Lula da Silva.

A corrupção na Guiné Equatorial é conduzida por meio de um sistema elaborado que é de domínio exclusivo de Presidente Obiang e seu círculo, conhecido coletivamente como "o grupo Nguema/Esangui". Os membros desse grupo desviam receitas dos recursos naturais da Guiné Equatorial, incluindo terras e hidrocarbonetos, para suas próprias contas privadas.
O sistema de corrupção da Guiné Equatorial foi descrito como "uma teia perfeita e autorreforçadora de poder político, econômico e legal", na qual os membros do grupo Nguema/Esangui utilizam o poder do governo para enriquecerem a si mesmos. Sua crescente riqueza lhes permite, por sua vez, financiar cada vez mais eficientemente sua máquina política, que subverte e enfraquece a oposição eficaz por meio de repressão, intimidação, violência e suborno. Enquanto isso, o domínio do grupo sobre o sistema legal lhes permite fazer com que sua apropriação indevida de riquezas pareça legítima.
Diversas fontes indicam que há sérias tensões dentro do grupo, com considerável competição por poder e favores.

### Contas bancárias estrangeiras e empresas de fachada
Entre 1995 e 2004, grande parte do dinheiro extorquido do povo da Guiné Equatorial pelo grupo Nguema/Mongomo foi depositada no Riggs Bank em Washington, D.C. De acordo com a Human Rights Watch, o Riggs tinha conhecimento do nível de corrupção e das preocupações com os direitos humanos no país.
Uma investigação do Senado dos Estados Unidos em 2004 determinou que a conta de receitas de petróleo da Guiné Equatorial no Riggs Bank era controlada por três pessoas: o presidente Obiang, o ditador africano há mais tempo no poder; seu filho Gabriel Mbega Obiang Lima (ministro de minas); e seu sobrinho, Melchor Esono Edjo (secretário de Estado do Tesouro e Orçamento). Para retirar fundos da conta, eram necessárias duas assinaturas: a do presidente e a de seu filho ou sobrinho. Entre 2000 e 2003, cerca de 34 milhões de dólares foram transferidos dessa conta para contas bancárias estrangeiras pertencentes a empresas de fachada – por exemplo, uma conta no Banco Santander, na Espanha, pertencente à Kalunga S.A., uma empresa registrada no Panamá, e uma conta no HSBC Luxemburgo pertencente à Apexside Trading Ltd. Investigações de uma ONG espanhola e da Open Society Justice Initiative mostraram que milhões de dólares da conta da Kalunga foram usados para a compra de propriedades na Espanha em nome do presidente Obiang, de outros altos funcionários, ex-altos funcionários e parentes de Obiang.

### Expropriações posteriores
Desde então, o governo expropriou outras terras valiosas, principalmente as residências de equatoguineenses pobres e da classe média. Milhares de pessoas foram vítimas dessas apreensões, pelas quais poucas receberam compensação e contra as quais não possuem recurso legal. Muitos dos que protestaram contra essas expropriações foram abusados e intimidados por soldados ou policiais. Oficialmente, essas terras são apreendidas para fins públicos, mas, na prática, acabaram nas mãos de membros do grupo Nguema/Esangui, que construíram residências ou negócios nas propriedades. Em 2003, por exemplo, o jornal Le Temps (Genebra) relatou um caso em que 75 pessoas viviam em extrema pobreza após terem sido desalojadas pelo regime para a construção de uma fábrica de metanol, sem compensação ou pedido de desculpas. Um relatório da Amnesty de 2013 afirmou que mais de 1.000 famílias no país foram removidas à força de suas casas para que o governo pudesse construir estradas, residências de luxo, hotéis e centros comerciais. Muitas das casas demolidas estavam em perfeitas condições, e a grande maioria dos moradores possuía títulos de propriedade. Apesar das promessas do governo de realocar as vítimas em novas moradias, até o momento ninguém recebeu qualquer tipo de compensação.

### Exploração de recursos naturais
A década de 1990 viu a descoberta de petróleo e gás natural nas águas ao largo da Guiné Equatorial. A "corrida do petróleo" começou em 1995, quando a ExxonMobil iniciou a exploração do campo de Zafiro; pouco depois, a Hess e a Marathon também começaram a explorar as reservas de gás natural do país. Em 2005, a Guiné Equatorial era o terceiro maior produtor de petróleo da África subsaariana, atrás apenas da Nigéria e de Angola. Mesmo com a prosperidade do setor de petróleo e gás, a maioria dos equato-guineenses continuou a se sustentar por meio da agricultura de subsistência e a viver quase que exclusivamente fora da economia monetária do país. Isso ocorre porque as autoridades governamentais utilizaram seu poder político para limitar a participação na exploração dos recursos naturais do país a si mesmas e a outros membros do grupo Nguema/Mongomo, concedendo licenças comerciais e aprovações apenas para alguns selecionados. As agências que oferecem empregos nesses negócios também pertencem a membros do grupo, e a concessão desses empregos segue uma lógica semelhante.

### Outras formas de corrupção
Outros meios pelos quais os membros do grupo Nguema/Mongomo se enriquecem incluem co-investimentos "favoráveis" com empresas estrangeiras (acordos com termos tão vantajosos que não podem ser recusados), contratos fraudulentos, subornos de empresas estrangeiras ao grupo Nguema/Mongomo e acordos de monopólio para todas as empresas do grupo envolvidas na indústria de petróleo e gás.
Por exemplo, uma investigação do Senado dos Estados Unidos apontou que a Mobil, entre 1998 e 1999, vendeu uma participação de 15% em um empreendimento conjunto, a Mobil Oil Guinea Ecuatorial (MOGE), para a empresa de propriedade de Obiang, Socio Abayak, S.A., por US$ 2.300. Em 2004, as participações da Abayak na MOGE já valiam US$ 645.000. A ExxonMobil não conseguiu explicar a venda aos investigadores do Senado. Outra empresa, a Marathon, pagou mais de US$ 2 milhões a Obiang por terrenos. A Amerada Hess pagou quase US$ 1 milhão a funcionários do governo e seus parentes por aluguéis de edifícios. Das 28 propriedades alugadas pela Hess na Guiné Equatorial, 18 pertenciam a membros da família Obiang e a pessoas ligadas a ela. Representantes da Hess e da ExxonMobil informaram aos investigadores do Senado dos Estados Unidos que haviam adquirido seus serviços de segurança na Guiné Equatorial, a preços não negociáveis, da Sociedad Nacional de Vigilancia (Sonavi), que pertence ao irmão de Obiang, Armengol Ondo Nguema, e que detém o monopólio dos serviços de segurança no país.
A partir de 2009, de acordo com o Departamento de Estado dos Estados Unidos, a maioria dos ministros da Guiné Equatorial também administra negócios próprios juntamente com suas responsabilidades governamentais. Por exemplo, o ministro da Justiça possui seu próprio escritório de advocacia privado, enquanto o ministro dos Transportes e Comunicações era diretor do conselho da empresa e possuía ações tanto na companhia aérea paraestatal quanto na empresa nacional de telefonia. Além disso, em 2008, quando o governo começou a distribuir fundos para projetos sociais por meio do Fundo de Desenvolvimento Social (SDF), um mecanismo criado em parceria com investidores estrangeiros para promover transparência e abertura, um ministro teria escolhido sua própria empresa para receber os recursos em vez de qualquer outra empresa concorrente. Também veio à tona que o ministro sequer havia feito uma proposta formal. Ele defendeu suas ações alegando que sua empresa era elegível para receber o dinheiro do SDF.

## Membros do grupo Obiang Nguema/Esangui

### Presidente Obiang
O presidente foi criticado por levar uma vida de luxo extravagante e absurda, resultando em considerável desperdício. Ele possui seis aeronaves particulares, residências em Cidade do Cabo, Paris, Madri, Las Palmas e Maryland, além de contas bancárias em vários países, incluindo França e Suíça. Em 1999, ele comprou uma residência de US$ 2,6 milhões em Potomac, Maryland. Um memorando de 2001 registrou a venda de duas propriedades na Espanha por US$ 5 milhões, valor que foi depositado no Riggs Bank.

### Constancia Mangue
A chamada "esposa principal" de Obiang, Constancia Mangue (ele tem cinco esposas), considerada a primeira-dama, é ministra da Saúde e Ação Social. Ela comprou sua própria residência de US$ 1,15 milhão em Potomac, Maryland, distinta da casa de seu marido na mesma cidade. Em determinado momento, Constancia possuía cinco contas e três certificados de depósito no Riggs Bank, e a ExxonMobil fez vários depósitos nessas contas. Andrew P. Swiger, da ExxonMobil, disse a investigadores que sua empresa co-possuía a firma de energia Abayak com Constancia, que, segundo ele, recebia 15% de toda a receita da Abayak.
Uma empresa chamada Nusiteles, G.E., fundada em 2000 para fornecer serviços domésticos de telefonia e informática, é parcialmente propriedade dos Obiangs por meio da Abayak e parcialmente de outros altos funcionários da Guiné Equatorial. Em 2004, a Abayak era a única empresa de construção em toda a Guiné Equatorial.
O Presidente e a Primeira-Dama também são proprietários de duas clínicas chamadas Virgen de Guadalupe, fato que veio à tona em janeiro de 2009, quando um casal paraguaio que havia trabalhado nas clínicas foi preso por roubar 6,1 milhões de euros em dinheiro, joias e outros objetos de valor.
Em outubro de 2013, segundo uma fonte de notícias espanhola, Constancia Mangue e Cristina Lima, outra das esposas de Obiang, tiveram uma discussão acalorada durante um jantar com Obiang. Mangue acusou Lima, descrita como a segunda-dama do país, de nada fazer para ajudar as mulheres do país. Em resposta, Lima acusou Mangue de saquear a riqueza nacional. Obiang teria intervido várias vezes e dito às suas esposas para retornarem às suas cidades natais.

### Gabriel Mbaga Obiang Lima
Outro filho de Obiang, Gabriel (Gabi) Mbaga Obiang Lima, é o ministro de minas, indústria e energia, tendo o poder de conceder licenças petrolíferas. Lima, cuja mãe é a segunda esposa de Obiang, Celestine Lima, foi chamado de "dono e senhor" da indústria petrolífera da Guiné Equatorial. Ele controla a produção de meio milhão de barris de petróleo por dia e viaja frequentemente para países como Angola, Malásia, França, China, Estados Unidos, Canadá, Brasil, Reino Unido, Suíça e Trinidad e Tobago, onde tem parceiros de negócios lucrativos e, em alguns casos, contas bancárias numeradas e cofres privados. Um artigo de 2012 em um veículo de notícias espanhol lamentou que a ampla atenção da mídia à corrupção de Teodorin tenha ofuscado a investigação das autoridades espanholas sobre a lavagem de dinheiro de Gabi na Espanha e sua compra de várias propriedades no país.

### Candido Nsue Okomo
Até o início de 2015, Candido Nsue Okomo, irmão da Primeira-Dama, atuou como chefe da empresa estatal de petróleo, GEPetrol. Executivos estrangeiros do setor petrolífero reclamaram que Okomo fazia exigências absurdas e impossíveis, dificultando investimentos. O Centre for Research on Multinational Corporations, sediado nos Países Baixos, observou que o Presidente Obiang e sua família possuem interesses pessoais na GEPetrol e que a Transparência Internacional atribuiu à empresa uma baixa pontuação em transparência no relatório de receitas de 2008, indicando que a companhia é altamente opaca. Atualmente, Okomo é ministro da Juventude e dos Esportes.

### Ruslan Obiang
Ruslan Obiang, filho do Presidente, é ministro dos Esportes da Guiné Equatorial e presidente de um dos principais clubes de futebol do país, os "Panthers". Ele morou na Espanha, onde incentivou empresas a fazer negócios em seu país. Vários empresários espanhóis relataram consequências negativas desses acordos. Um empresário que pagou US$ 200.000 para garantir um contrato de construção de estádios de futebol descreveu um sistema permeado por subornos em todas as etapas. Após anos pagando propinas, seu contrato foi cancelado quando ele se recusou a continuar fazendo pagamentos a Ruslan Obiang e seus associados. O empresário criticou o ambiente de negócios do país, alegando que os funcionários públicos extraem o máximo de dinheiro possível antes de passarem para outro contratante. Ele também relatou ter sido ameaçado várias vezes, tanto com violência quanto com falsas acusações de estupro que poderiam levá-lo à prisão. Seu relato afirmou que não há possibilidade de justiça na nação, pois "[a] corrupção é absoluta e endêmica; não há ninguém a quem recorrer." Após o colapso do acordo, um de seus parceiros comerciais foi visitado em sua casa em Portugal por homens de terno escuro, que permaneceram próximos à residência por vários dias como forma de intimidação antes de abordá-lo em seu escritório. Lá, advertiram-no de que, caso denunciasse a situação à mídia ou às autoridades, haveria consequências. Ele concluiu: "Você assina um contrato com o filho do presidente e acredita que isso tem algum valor. Você não faz ideia do que vai acontecer com você. Tivemos que fugir do país. Temíamos por nossas vidas."

### Ricardo Mangue Obama Nfubea
Ricardo Mangue Obama Nfubea tornou-se primeiro-ministro em 2006 e prometeu combater a corrupção. No entanto, seus supostos esforços tiveram quase nenhum impacto na corrupção no país.

### Emilio Oñebula
Um empresário estrangeiro reclamou que suas dificuldades para fazer negócios na Guiné Equatorial só pioraram quando foi obrigado a lidar com Emilio Oñebula, um alto funcionário do ministério dos esportes: "Tudo é tão fácil que você cai nessa. Enquanto você estiver pagando, eles não te deixam em paz por um momento. Inicialmente, pensei que esse fosse apenas o jeito deles de fazer as coisas, mas depois percebi que eles estavam simplesmente te vigiando. Se você saísse sozinho, eles ficavam com raiva. Fomos vigiados o tempo todo."

### Teodorin Obiang
Teodoro Nguema Obiang, conhecido como Teodorin, é o filho mais velho do presidente e foi, por muitos anos, ministro das florestas do país. Ele foi sarcasticamente chamado de "o ministro da agricultura e florestas mais rico do mundo". Por meio de sua empresa de propriedade exclusiva Grupo Sofana e sua afiliada Somagui Forestal, Teodorin possuía, e possivelmente ainda possui, "direitos exclusivos de exploração e exportação de madeira na Guiné Equatorial". Teodorin também é dono da única estação de TV do país, assim como da Rádio Asonga, a principal emissora de rádio do país. Em maio de 2012, ele foi removido do ministério e recebeu o título de "segundo vice-presidente", uma posição que não é mencionada na constituição do país, e foi colocado no comando da segurança do Estado.
O herdeiro aparente da presidência, Teodorin, foi descrito como "fantasticamente corrupto" e chamado de "um idiota instável e imprudente" por um ex-oficial de inteligência dos Estados Unidos. Seu estilo de vida, caracterizado pela Foreign Policy como uma "vida surreal de playboy", tem sido foco da atenção da mídia em todo o mundo, tornando-o a personificação da corrupção do regime de Obiang.
Um artigo de 2009 do The New York Times afirmou que autoridades dos Estados Unidos acreditavam que a vasta maioria dos ativos de Teodorin derivava "da corrupção relacionada às extensas reservas de petróleo e gás descobertas há mais de uma década e meia na costa de seu pequeno país da África Ocidental". Outra fonte de sua riqueza, segundo o artigo, era um imposto sobre a madeira, cujos pagamentos eram feitos diretamente a ele. O Departamento de Justiça também sugeriu que Teodorin poderia estar recebendo subornos ou pagamentos de extorsão de empresas petrolíferas. Investigações posteriores do Senado dos Estados Unidos e de outras entidades (ver abaixo) estabeleceram muitas das fontes de sua riqueza e revelaram detalhes de seus gastos pessoais.
Teodorin "saqueou descaradamente seu governo e extorquiu empresas em seu país para sustentar seu estilo de vida luxuoso, enquanto muitos de seus compatriotas viviam em extrema pobreza", disse a procuradora-assistente dos Estados Unidos Leslie Caldwell em 2014. Embora seu salário anual fosse de cerca de 100 mil dólares, ele conseguiu, "por meio de subornos, propinas, desvio de fundos e extorsão", acumular uma fortuna de mais de 300 milhões de dólares, incluindo ativos significativos nos Estados Unidos adquiridos por meio de empresas de fachada e terceiros.
O Departamento de Justiça dos Estados Unidos acusou Teodorin de executar "esquemas de corrupção" e cobrar comissões ilegais de empresas. Além disso, ele foi acusado de extorquir a francesa Isoroy, a espanhola ABM e a italiana Agroforestal. "Ele ameaçou empresas madeireiras, entre elas Isoroy e ABM, que se recusaram a atender às suas exigências de pagamento", segundo a acusação. Um empresário espanhol disse ao El País em 2013 que ele e seus sócios operaram várias empresas em Malabo e Bata entre 2009 e 2011, e que apenas para se reunir com Teodorin em sua casa em Paris para fazer os arranjos necessários, era exigido o pagamento de uma chamada "taxa de intenções" de 40 mil a 100 mil euros. Além disso, o governo obrigava empresários estrangeiros a deixar para trás suas máquinas ao término de seus contratos, para que o governo pudesse ficar com elas. "Se você não aceitar", disse o empresário, "sabe que acabará na prisão de Black Beach".
Outro empresário espanhol, que supervisionou as operações da ABM na Guiné Equatorial de 1995 a 1997, disse que Teodorín "nos chamava para ir ao seu escritório, o que significava vestir terno e gravata. Ele nos fazia esperar por cinco horas e então aparecia vestindo shorts. Depois, dizia quanto queria que pagássemos e que teríamos uma semana para fazê-lo, afirmando: 'Se não pagarem, confiscaremos as máquinas e daremos sua concessão aos chineses.' Tivemos que fugir do país. Ele exigia milhões. Os únicos que permaneceram foram aqueles que lhe pagaram."
Outra empresa espanhola, que foi forçada a trabalhar com uma empresa local cujo conselho de administração incluía Teodorín, "teve que pagar comissões em todas as etapas" e enfrentou "licenças e outros obstáculos"; após a empresa ter enchido um armazém com madeira, um de seus membros foi preso sob acusações falsas de estupro, aparentemente um método padrão de tratamento para empresários estrangeiros. "Ele contraiu malária e teve febre. ... Para ser autorizado a sair, teve que concordar em deixar todo o seu dinheiro e o armazém de madeira para trás."
Em março de 2014, Roberto Berardi, um empresário italiano que foi parceiro de Teodorín em uma empresa de construção, cumpria uma sentença de 28 meses na prisão de Bata após ser considerado culpado por acusações de apropriação indébita apresentadas por Teodorín; Berardi afirmou que "foi preso injustamente depois de exigir explicações de Teodorín sobre o fato de sua empresa, Eloba Construccion S.A., ter sido mencionada na investigação dos Estados Unidos contra o vice-presidente."

#### Atividades nos Estados Unidos
Em 1991, Teodorin, então com 22 anos, matriculou-se em um curso de inglês na Universidade Pepperdine em Malibu. A Walter International, uma empresa de energia dos Estados Unidos com participação nos campos offshore da Guiné Equatorial, concordou em pagar sua mensalidade de $3.400 e suas despesas de moradia. Teodorin recusou o dormitório e, em vez disso, "alternava entre duas residências fora do campus: uma casa alugada em Malibu e uma suíte no Beverly Wilshire hotel. Ele raramente comparecia às aulas, passando grande parte do tempo fazendo compras em Beverly Hills. Teodorin abandonou o programa após cinco meses; a conta da Walter International chegou a cerca de $50.000."
De 2004 a 2008, advogados, banqueiros e agentes imobiliários e de custódia dos Estados Unidos ajudaram Teodorin a movimentar mais de $110 milhões por meio de contas bancárias no país.
De 1998 a 2006, ele foi proprietário de uma mansão em uma propriedade de 16 acres na 3620 Sweetwater Mesa Road, na comunidade privada e fechada de Serra Retreat, em Malibu. Ele possuía a casa por meio de sua empresa Sweetwater Mesa LLC, que, em abril de 2006, vendeu o imóvel para outra de suas empresas de fachada, Sweetwater Malibu LLC. (Ele também possui uma empresa chamada Sweetwater Management Inc.) O preço de compra de $35 milhões fez desta a sexta aquisição de casa mais cara dos Estados Unidos em 2006. Também foi a compra de imóvel mais cara da Califórnia naquele ano. A propriedade inclui duas guaritas. "Uma longa entrada arborizada se estende do portão principal da propriedade, passando por um pátio com fontes até uma mansão de 15.000 pés quadrados com oito banheiros e um número igual de lareiras", relatou a Foreign Policy em 2011. "Os terrenos têm vista para o Oceano Pacífico e incluem piscina, quadra de tênis, um campo de golfe de quatro buracos e vizinhos como as estrelas de Hollywood Mel Gibson, Britney Spears e Kelsey Grammer." Ao longo dos anos, uma dúzia de ex-funcionários de sua propriedade em Malibu o processaram por salários não pagos, horas extras e despesas. Eles descreveram um estilo de vida que consistia em "festas com drogas... garotas de programa, coelhinhas da Playboy e até um tigre". Um ex-funcionário afirmou: "Nunca o vi fazer algo que parecesse trabalho... Seus dias consistiam inteiramente em dormir, fazer compras e festejar."
As companheiras de Teodorin no sul da Califórnia incluíram uma atriz pornográfica, uma ex-Playmate do mês da Playboy, e uma rapper e atriz vencedora do Grammy chamada Eve, que ele nomeou como presidente, tesoureira e diretora financeira de uma de suas empresas de fachada, Sweet Pink. Ele também contratava convidadas para festas por meio de agências de acompanhantes. Em 2005, pagou $700.000 para alugar um iate de Paul Allen, da Microsoft, para uma festa. Em 2009, passou um mês em Maui, voando para lá em seu Gulfstream V, fretando outro jato para funcionários e levando consigo garotas de programa, carros esportivos e um barco de alta velocidade.
Em certo momento, ele rotineiramente carregava até US$ 1 milhão em dinheiro para os Estados Unidos e sempre tinha uma bolsa cheia de notas novas de US$ 100. Ele já se hospedou na suíte presidencial de US$ 5.000 por noite no Four Seasons em Las Vegas e também passou um tempo em Miami e Palm Beach, além de lugares fora dos Estados Unidos, como Bermudas, Nice e Paris.
Teodorin era proprietário e administrador da TNO Records e da TNO Entertainment, que produziram dois discos de techno em 2003. Ele também lançou uma música de rap, "No Better Than This", de Won-G Bruny.
Um artigo de 2009 no The New York Times relatou que, naquela época, Teodorin visitava frequentemente os Estados Unidos, viajando com um passaporte diplomático.
Além da casa em Malibu, Teodorin também pagou US$ 6,5 milhões em 2001 por uma casa na região de Bel Air, em Los Angeles, mas nunca se mudou para lá. A casa ficava na Antelo Road, do outro lado da rua da residência da atriz Farrah Fawcett.
Ele tentou comprar um apartamento de luxo na Quinta Avenida, em Manhattan, mas foi impedido pela associação de moradores.
Investigadores do Senado descobriram que ele gastou US$ 59.850 em tapetes, US$ 58.000 em um home theater e US$ 1.734,17 em um par de taças de vinho.
Em certo momento, ele possuía 32 motocicletas e automóveis na Califórnia, incluindo "sete Ferraris, cinco Bentleys, quatro Rolls-Royces, dois Lamborghinis, dois Maybachs, dois Mercedes, dois Porsches, um Aston Martin e um Bugatti, com um valor segurado total de US$ 9,5 milhões". Como havia "carros demais para guardar na propriedade", ele alugou espaço na garagem do Petersen Automotive Museum na Wilshire Boulevard. Em 2012, segundo a revista Time, sua frota de carros incluía uma Ferrari 2011 de meio milhão de dólares.
Teodorin também possui uma coleção valiosa de itens de Michael Jackson. Em determinado momento, ele gastou US$ 3,2 milhões em itens de Jackson. Ele pagou US$ 275.000 por uma das luvas brancas cobertas de cristais do cantor e US$ 80.000 por um par de meias cobertas de cristais. Também gastou US$ 245.000 em uma bola de basquete assinada por Jackson e pelo jogador Michael Jordan." Um relatório identifica a "luva branca incrustada de cristais" como tendo sido usada por Jackson na Bad World Tour. Teodorin também era dono da jaqueta de couro vermelha usada por Jackson no videoclipe de "Thriller".
Em 2005, Teodorin tentou sem sucesso fazer com que uma empresa petrolífera dos Estados Unidos, a Ocean Energy, comprasse para ele um jato Gulfstream de $40 milhões. No ano seguinte, ele pagou $30 milhões adiantados por um jato particular Gulfstream G-V. Ele comprou o jato por meio de uma empresa de fachada registrada nas Ilhas Virgens Britânicas chamada Ebony Shine International, Ltd. Certa vez, enviou-o do Rio para Los Angeles apenas para buscar seu barbeiro. "Em um período de seis semanas em 2006", relatou o The New York Times em 2009, Teodorin "transferiu $33.799.799,99 para os Estados Unidos ... que foram usados para comprar" o jato. Em outubro de 2012, seu jato particular "acreditava-se estar na Guiné Equatorial, mas autoridades dos Estados Unidos disseram que tentariam apreendê-lo caso pousasse em outro país."
Em um único mês, ele gastou "$80.000 na Gucci e $50.000 na Dolce & Gabbana" em roupas de grife. A Dolce & Gabbana enviava periodicamente um vendedor e um alfaiate até sua propriedade com araras de mercadorias para ele escolher e "fechava seu showroom no segundo andar quando suas namoradas iam fazer compras." Uma de suas namoradas "acumulou cerca de $80.000 em compras, incluindo vestidos bronze e vermelhos que custavam quase $7.000 cada."
Em junho de 2005, ele comprou dois barcos de corrida de 50 pés no valor de $2 milhões e enviou um para o Havaí para poder usá-lo lá. Em 2008, "ele contratou uma empresa alemã ... para projetar um 'mega-iate' no valor de $380 milhões, quase três vezes o que a Guiné Equatorial gasta com saúde e educação em um ano. Após o plano se tornar público, a Guiné Equatorial anunciou que ele não compraria o iate."

#### Atividades na França
No final de 2010, Teodorin enviou sua coleção de carros esportivos e motocicletas no valor de $400.000 de Los Angeles para a França.
Por um tempo, ele morou em um hotel em Paris, próximo à Champs-Élysées; em um dia em Paris, comprou mais de 30 ternos. Em 2012, ele possuía "uma mansão de cinco andares na sofisticada Avenue Foch, em Paris", onde "mantinha 11 carros de luxo, incluindo um Maserati e um Aston Martin, até que a polícia francesa os apreendeu" no final de 2011 ou início de 2012. Seus vizinhos na Avenue Foch descreveram "como um desfile de alfaiates das principais casas de moda da França chegava regularmente à casa enquanto Teodorin estava lá".

#### Atividades na África do Sul
Em 2004, ele comprou duas casas na Cidade do Cabo no valor total de $7 milhões e também gastou cerca de $1,45 milhão em três carros. George Ehlers, proprietário de uma empresa de construção sul-africana que afirmou que o governo da Guiné Equatorial lhe devia quase $7,8 milhões, tentou recuperar a dívida assumindo a posse das duas mansões como garantia. Em 2006, ele obteve uma ordem de apreensão do Tribunal Superior da Cidade do Cabo. No entanto, em uma declaração judicial, Teodorin afirmou que as casas pertenciam a ele e não ao governo, explicando que podia comprá-las porque "Ministros de Estado e funcionários públicos na Guiné Equatorial são, por lei, autorizados a possuir empresas que, em consórcio com uma empresa estrangeira, podem concorrer a contratos governamentais e, caso a empresa tenha sucesso, a porcentagem do custo total do contrato que a empresa recebe dependerá dos termos negociados entre as partes".

#### Atividades na Guiné Equatorial
A empresa francesa de engenharia Bouygues construiu gratuitamente uma mansão para Teodorin em Malabo, capital da Guiné Equatorial. Ele também ordenou que empresas estrangeiras instalassem telhados de zinco em milhares de casas de equato-guineanos pobres em um momento em que tinha um "interesse financeiro substancial" na indústria de telhados de zinco.

#### Outras atividades de Teodorin
Supostamente, Teodorin também comprou uma casa em Buenos Aires.

### Outros membros da família
As três outras esposas de Obiang também ocupam cargos no governo. Maria Verminia Buckanan García é assessora técnica do ministério da educação. Shaw ocupa um cargo na administração técnica, e Elema está no ministério da agricultura.
Outros membros da família que ocupam altos cargos no governo são o irmão de Obiang, Antonio Mba Nguema, que se tornou ministro da defesa em abril de 2015, e seu sobrinho Baltasar Engonga, que é chefe de integração regional.

## Efeitos
A Guiné Equatorial é considerada rica pelos padrões africanos, com um PIB que supera rotineiramente o de nações vizinhas, em muitos casos em mais de 300%, e que tem crescido constantemente nos últimos anos. De fato, seu PIB per capita agora excede os do Brasil e da Bósnia e Herzegovina. No entanto, devido ao desvio massivo de fundos do tesouro nacional para as contas bancárias do grupo Nguema/Mongomo, a população da Guiné Equatorial vive em extrema pobreza, com mais de 60% ganhando menos de US$ 1 por dia. A expectativa de vida é inferior a 50 anos, 57% da população não tem acesso a água potável, 47% carece de saneamento seguro e o nível de atendimento médico é primitivo. O país tem a quarta maior taxa de mortalidade infantil do mundo. Muitos desses indicadores têm piorado nos últimos anos. Um relatório do PNUD de 2009 constatou que a diferença entre a posição da Guiné Equatorial no ranking do PIB per capita e no Índice de Desenvolvimento Humano (IDH) era a maior do mundo, sugerindo que a Guiné Equatorial é o país mais mal governado do planeta.

## Esforços anticorrupção
De acordo com a Transparency International, o controle da corrupção na Guiné Equatorial está entre os 1% mais baixos do mundo, com os cidadãos do país acreditando que muitas autoridades públicas atuam para benefício próprio. O império da lei do país também foi classificado entre os 9% mais baixos entre as nações pela Transparency International.

### EG Justice
Não há organização de direitos humanos ou grupo anticorrupção na Guiné Equatorial. O grupo de direitos humanos EG Justice, que se concentra nessas questões no país, está sediado no exterior. Seu diretor executivo, Tutu Alicante, vive exilado nos Estados Unidos desde os 19 anos e descreve seu país como tendo duas realidades. "Tem o maior PIB per capita, mas também a maior desigualdade entre ricos e pobres." Apesar de ser "no papel o país mais rico do continente em termos per capita, comparável a muitas nações europeias", ele disse ao The Guardian em 2014, que a Guiné Equatorial tem "uma das maiores disparidades de renda e padrão de vida. ... A renda per capita deveria permitir que as pessoas tivessem o mesmo acesso a serviços de saúde, por exemplo, como na maioria das nações europeias. Mas, ao analisar as taxas de acesso à água, assistência médica adequada, educação, mortalidade infantil e materna, percebe-se que estamos basicamente no mesmo nível da RDC e do Haiti. A diferença entre a renda e o acesso às necessidades e direitos básicos é astronômica."
A razão para a ausência de grupos de direitos humanos ou anticorrupção, ele explica, é que o país é pequeno, e qualquer instituição, como uma igreja, "que o governo perceba como suficientemente poderosa é imediatamente cooptada" ou "completamente minada". Além disso, não há sindicatos, e qualquer reunião com mais de cinco pessoas exige uma permissão do governo.
Quando a Confederação Africana de Futebol (CAF) concedeu à Guiné Equatorial os direitos para sediar o Campeonato Africano das Nações de 2015 (AFCON), Alicante protestou. "Num momento em que a Guiné Equatorial precisa urgentemente passar da ditadura para a democracia e num momento em que nós, na Guiné Equatorial e além, deveríamos estar preocupados com reformas políticas e econômicas que transformassem as riquezas de nossa nação em um desenvolvimento econômico sustentável para todos, é lamentável ver a CAF e outras instituições agindo em conluio com o governo da Guiné Equatorial para consolidar a corrupção e a má governança", afirmou.

### Investigações nos Estados Unidos
Embora a legislação dos Estados Unidos proíba que autoridades estrangeiras envolvidas em corrupção e suas famílias recebam vistos, funcionários do Departamento de Estado dos Estados Unidos disseram ao The New York Times em 2009 que a estreita relação da Guiné Equatorial com a indústria petrolífera americana levou a uma aplicação branda da lei no caso de Teodorin. John Bennett, ex-embaixador dos Estados Unidos na Guiné Equatorial, afirmou que as autoridades americanas haviam "fechado os olhos" para a corrupção e a repressão de Obiang devido à dependência do país em relação aos seus recursos naturais. Falando no Congresso em 26 de setembro de 2006, o senador Carl Levin atribuiu a falta de ação dos Estados Unidos contra a flagrante corrupção oficial na Guiné Equatorial aos laços da indústria petrolífera americana com os líderes do país.
O Departamento de Justiça dos Estados Unidos (DOJ) e o Comitê Permanente de Investigações do Senado começaram a examinar as finanças da família Obiang em 2004. O comitê do Senado descobriu que Teodorin Obiang utilizou empresas de fachada para contornar as leis contra lavagem de dinheiro e transferir mais de US$ 100 milhões para instituições financeiras nos Estados Unidos e que o Riggs Bank, em Washington, D.C., havia aberto várias contas para Obiang e o ajudado a esconder sua riqueza em empresas de fachada offshore. O banco foi posteriormente multado por essas ações e por transações semelhantes em nome do ditador chileno Augusto Pinochet. Além disso, o comitê do Senado concluiu que o Riggs Bank ignorou evidências que sugeriam que havia lidado com recursos oriundos de práticas estrangeiras corruptas. Depois que os Estados Unidos multaram o Riggs Bank por suas transações com Obiang, o banco foi autorizado a manter sua conta aberta, embora os fundos tenham sido transferidos pouco depois para contas no Banco Santander e em outras instituições em nome da Kalumga Company.
Em três processos civis, o primeiro dos quais foi aberto em 2011, o Departamento de Justiça dos Estados Unidos acusou Teodorin, cujo salário oficial anual é de cerca de US$ 100.000, de comprar uma longa lista de itens caros com dinheiro roubado da Guiné Equatorial. Um ex-funcionário de Teodorin disse aos investigadores que ele tinha o hábito de viajar com malas de rodinhas da Louis Vuitton recheadas com até US$ 1 milhão em dinheiro. Em um acordo de outubro de 2014, registrado em um tribunal distrital de Los Angeles, Teodorin entregou ao governo dos Estados Unidos menos da metade do que era solicitado, incluindo sua mansão em Malibu, uma Ferrari e "seis estátuas em tamanho real de Michael Jackson". Em troca, ele foi autorizado a manter seu jato, um barco e o restante de sua coleção de memorabilia de Michael Jackson. A agência concordou em não investigar a "suposta remoção de memorabilia de Michael Jackson dos Estados Unidos durante o processo civil".
Autoridades afirmaram que o acordo com Teodorin demonstrava que a Kleptocracy Asset Recovery Initiative do Departamento de Justiça, sob cuja jurisdição a investigação ocorreu, havia se tornado um importante fator de dissuasão para cleptocratas estrangeiros. "Esses casos enviam uma mensagem forte de que, se você trouxer seus bens para o nosso país, se comprar imóveis aqui, nós os encontraremos. Nós os tomaremos", disse Leslie Caldwell, então procuradora-assistente dos Estados Unidos e chefe da divisão criminal do Departamento de Justiça. O acordo de 2014 não afetou a capacidade de Teodorin de entrar nos Estados Unidos, privilégio que continuou a usufruir devido à sua imunidade diplomática.
A investigação do DOJ sobre a família Obiang também contou com o trabalho do Departamento de Imigração e Alfândega (ICE) e do Grupo de Investigações de Corrupção Estrangeira (FCIG) e do Grupo de Identificação e Remoção de Ativos do HSI em Miami. As investigações incluíram atividades em Roma, Madri, Londres e Paris. A ação contra Teodorin foi a primeira já iniciada pelo DOJ contra um funcionário em exercício de um governo estrangeiro.

### Investigações francesas
Em 2007, a polícia francesa descobriu ativos no valor de dezenas de milhões pertencentes à família Obiang, incluindo vários carros de luxo de propriedade de Teodorin, avaliados em um total de US$ 6,3 milhões. Em 2010, um juiz francês decidiu que um caso de corrupção relacionado, movido por grupos de direitos humanos contra os Obiangs e várias outras famílias governantes africanas, poderia prosseguir com investigações e audiências. O governo francês acusou Teodorin de lavagem de dinheiro e apreendeu sua mansão multimilionária em Paris, além de sua frota de carros de luxo.
Em 13 de julho de 2012, as autoridades francesas emitiram um mandado de prisão contra Teodorin por não comparecer a uma investigação francesa sobre lavagem de dinheiro para responder a perguntas sobre seus gastos de milhões de dólares, apesar de supostamente receber apenas um salário governamental modesto. Em setembro de 2012, a Guiné Equatorial processou a França no Tribunal Penal Internacional depois que a polícia francesa realizou uma busca em uma mansão de Teodorin em Paris e encontrou bens de luxo avaliados em milhões de euros. A queixa solicitou que o TPI proibisse a França de interferir em seus assuntos internos e ordenasse a suspensão das ações legais contra seus representantes.

### Investigações espanholas
Em 2008, a Associação Pró-Direitos Humanos da Espanha apresentou uma denúncia criminal no país contra o governo da Guiné Equatorial por lavagem de dinheiro, citando mais de US$ 26 milhões em transferências de fundos do Riggs Bank para o Banco Santander, em Madri, entre 2000 e 2003. A denúncia listava onze pessoas, incluindo Obiang, seu filho Gabriel Nguema Lima, sua nora Virginia Esther Maye, seu cunhado Teodoro Biyogo, Elena Mensa, o Ministro das Relações Exteriores Pastor Mincha, a esposa de Mincha, Magdalena Ayang, e o ex-Ministro de Minas Anastasio Ela. Em 2011, um tribunal espanhol estava investigando essas acusações de lavagem de dinheiro, bem como a alegação de que o dinheiro havia sido usado para comprar casas de luxo e chalés, principalmente em Madri e nas Ilhas Canárias.

### Investigações italianas
Autoridades italianas também declararam que um empresário italiano que tinha negócios com Teodorin Obiang morreu em um acidente de avião na Guiné Equatorial sob circunstâncias suspeitas.

## Branqueamento de imagem
Para combater reportagens sobre corrupção na Guiné Equatorial, Obiang contrata lobistas e especialistas em relações públicas nos Estados Unidos, notavelmente Lanny Davis, ex-assessor do presidente dos Estados Unidos Bill Clinton. Desde 2011, Davis recebia US$ 1 milhão por ano de Obiang.